# Immensee
Immensee is een dorp in de gemeente Küssnacht, kanton Schwyz, Zwitserland. Het dorp ligt tussen het Meer van Zug en de autosnelweg A4 en geldt als het beginpunt van de Gotthardspoorlijn. De oudste geschreven verwijzing naar het dorp dateert uit het jaar 1048, toen het Imisee genoemd werd, naar de ridder Immo von Buonas, die de visserijrechten van het meer bezat.
Haltikon · Immensee · Küssnacht · Merlischachen